# Budova Archivu země České

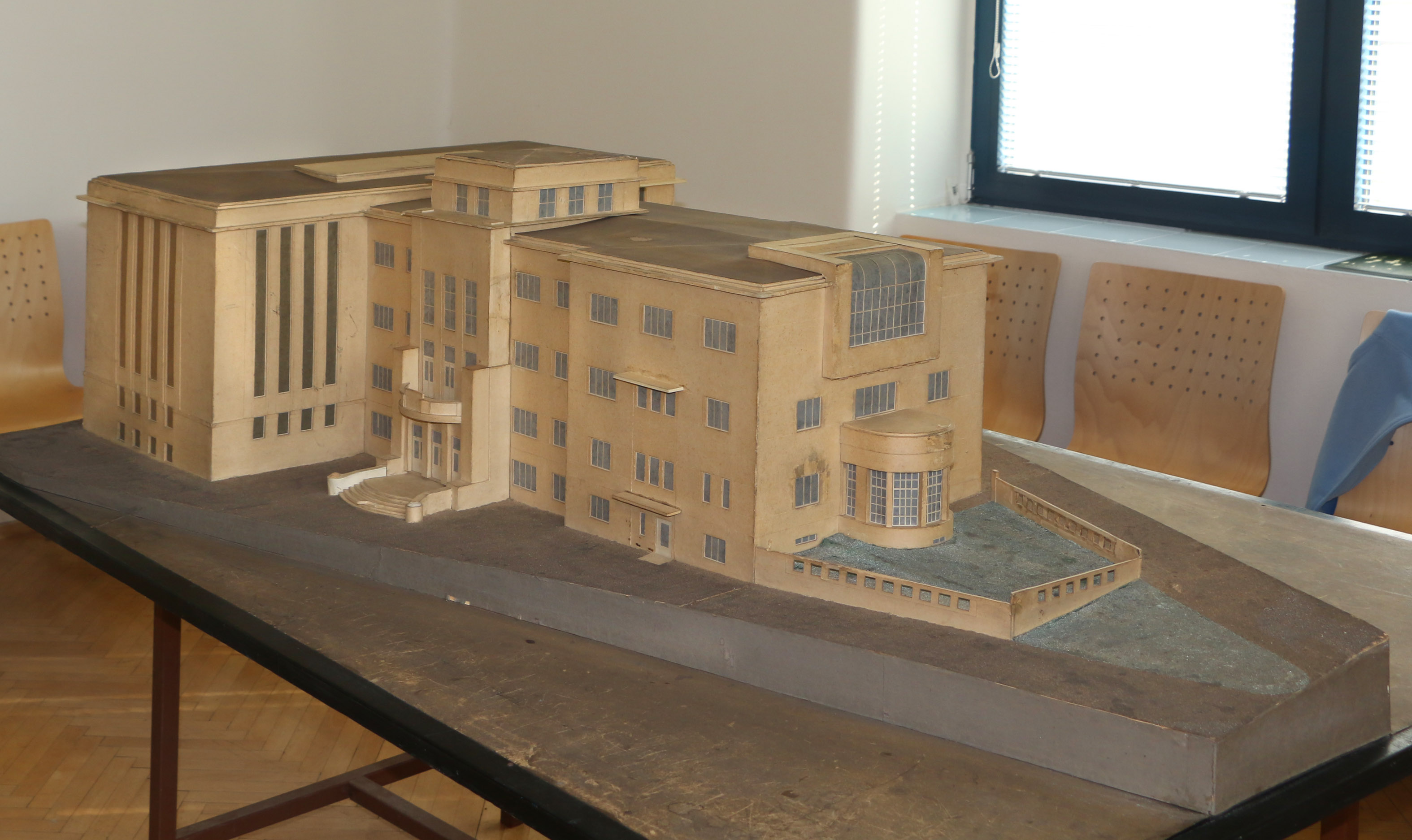
Model budovy

Budova Archivu země České je tříkřídlá budova v Praze mezi ulicemi třídě Milady Horákové čp. 133/5, Na Valech a Pod Valy. Původně byla určená pro Archiv země České. Dosud ji užívá první oddělení Národního archivu. 

## Historie
V soutěži na budovu, vypsané roku 1929, mezi 15 podanými návrhy na budovu vyhrál projekt architekta Jaroslava Fragnera. Po vleklých jednáních, v nichž zemský výbor žádal zlevnění projektu, byl v roce 1930 Fragner od projektu odstřihnut a oficiálně byl realizován projekt jednoho z porotců, zemského stavebního rady ing. Josefa Weingärtnera. Tento nový projekt byl zjednodušenou kopií Fragnerova díla. Stavba byla dokončena v roce 1933, náklady realizace se vyšplhaly na dvanáct milionů korun, nejen že se neušetřilo, ale převýšily původní rozpočet.
I přes problémy s realizací jde o první průkopnickou archivní budovu postavenou v českých zemích, která splňovala požadavky moderních archivářských zásad. Budova sloužila jako hlavní sídlo Státního ústředního archivu v Praze a Archivní správy v době, kdy pobočnou budovou byl zrušený kostel sv. Marie Magdalény v Karmelitské ulici na Malé Straně. V letech 1990 – 1991 bylo hlavní sídlo archivu, depozitáře, kanceláře, pracovny a skladiště přestěhovány do novostavby Národního archivu v Praze 4 Na Chodovci a zde ponecháno jen ředitelství, knihovna a první oddělení archivu (Klášterní archivy a České gubernium). Při poslední rekonstrukci budovy v 90. letech byly  v jihozápadní části budovy pro klimatizované depozitáře zazděny tři svislé pásy oken s luxferami, což porušilo původní rytmus fasády. 